# Триндль, Рэйна
Рэйна Триндль (яп. トリンドル玲奈, нем. Reina Triendl; род. 23 января 1992) — японская модель, тарэнто и актриса. Родилась в Австрии в Вене.

## Биография
Рэйна родилась в Вене (Австрия) в австрийско-японской семье: мать — японка, отец — австриец. Кроме того, у неё есть младшая сестра по имени Лу́на (яп. ルナ Руна). В связи с отцовской работой они более десяти раз переезжали, жили в том числе во Франции и в США, но с первого года старшей школы Рэйна уже постоянно жила в Японии в Токио. Окончив старшую школу при Международном христианском университете, поступила в университет Кэйо. Однако в итоге из-за перерывов в учёбе в связи с работой закончит его лишь в сентябре 2015 года.
Со второго года старшей школы Рэйна работала моделью в агентстве Platinum Production. Была эксклюзивной моделью журналов JJ и Vivi, в настоящее время (2020 год) является эксклюзивной моделью журнала With.
В 2011 году состоялся её музыкальный дебют в качестве приглашённой вокалистки на сингле Рокетмэна  «Love Disco».
Дебютировала как актриса в 2012 году в телесериале Kuro no Onna Kyoushi.
Сыграла главную героиню в японском фильме ужасов 2015 года «Догонялки со смертью». Эта роль принесла ей премию «Лучшей актрисе» 19-го международного фестиваля «Фантазия» (Канада).
Из других кинематографических ролей Рэйны Триндль можно отметить Нанами (подругу главной героини) в фильме ужасов «Проклятие: Начало конца» (2014; в российский прокат вышел 12 марта 2015 года).

## Избранная фильмография

### Кинофильмы
- «Проклятие: Начало конца» (2014) — Нанами